# 사바나얼룩말
사바나얼룩말 (Equus quagga, 이전 학명: Equus burchelli)은 말과 말속에 속하는 얼룩말의 일종이다. 가장 흔하게 알려져 있는 얼룩말이다. 에티오피아 남쪽 지역부터 동아프리카를 거쳐 먼 남쪽의 보츠와나와 남아프리카 공화국 동부 지역까지 분포한다.

## 아종
- † 콰가 (E. q. quagga)
- 그랜트얼룩말 (E. q. boehmi)
- 버첼얼룩말 (E. q. burchellii)
- 민갈기얼룩말 (E. q. borensis)
- 채프먼얼룩말 (E. q. chapmani)
- 크로셰이얼룩말 (E. q. crawshayi)